# Saul Williams (album)
Saul Williams – drugi album studyjny amerykańskiego rapera i poety Saula Williamsa, wydany 21 września 2004 roku. Zdobył pozytywne recenzje i został lepiej przyjęty od debiutanckiego albumu Williamsa.

## Lista utworów
1. "Talk to Strangers" - 2:39 (dodatkowy wokal: Ani Maljian & Serj Tankian)
2. "Grippo" (zawiera sample utworu "Zombie Warfare" Chrome) - 3:03
3. "Telegram" (zawiera sample utworu "Supertouch & Shitfit" Bad Brains) - 3:30
4. "Act III Scene 2 (Shakespeare)" (feat. Zack de la Rocha) - 4:19
5. "List of Demands (Reparations)" (zawiera sample utworu "I Wanna Be Your Dog" The Stooges) - 3:18 (dodatkowy wokal: Saturn)
6. "African Student Movement" - 4:01
7. "Black Stacey" - 5:24
8. "PG" - 1:35
9. "Surrender (A Second to Think)" - 4:18
10. "Control Freak" - 4:14
11. "Seaweed" (feat. Mia Doi Todd) (zawiera sample utworu "9mm Goes Bang" Boogie Down Productions) - 3:38 (dodatkowy wokal: Carmen)
12. "Notice of Eviction" - 4:18
13. "List Of Demands (Reparations)" (Kill Memory Crash Remix) (utwór bonusowy wydania europejskiego) - 5:02
14. "Black Stacey" (Deadbeat's "Black Arkification Remix) (utwór bonusowy wydania europejskiego) - 7:18